# Hůzová
Hůzová är en ort i Tjeckien. Den ligger i den östra delen av landet, 210 km öster om huvudstaden Prag. Hůzová ligger 540 meter över havet och antalet invånare är 638.
Terrängen runt Hůzová är kuperad västerut, men österut är den platt. Runt Hůzová är det ganska tätbefolkat, med 124 invånare per kvadratkilometer. Närmaste större samhälle är Šternberk, 9,9 km söder om Hůzová. I omgivningarna runt Hůzová växer i huvudsak blandskog.